# 이집트 제18왕조
이집트 제18왕조는 이집트 신왕국 시대의 왕조로, 기원전 1567년부터 기원전 1220년까지 존속하였다.
제18왕조를 개창한 이는 아흐모세 1세로, 그는 제17왕조의 마지막 파라오 카모세의 동생이었다.
이 시기 동안 고대 이집트 문명은 고왕국 시대의 영광을 어느 정도 되찾았으며, 이집트 제19왕조의 황금기의 기틀을 놓았다.

## 역대 파라오
- 아흐모세 1세(기원전 1570년 ~ 기원전 1546년)
- 아멘호테프 1세(기원전 1551년 ~ 기원전 1524년)
- 투트모세 1세(기원전 1524년 ~ 기원전 1518년)
- 투트모세 2세(기원전 1518년 ~ 기원전 1504년)
- 하트솁수트(기원전 1504년 ~ 기원전 1483년)
- 투트모세 3세(기원전 1504년 ~ 기원전 1450년)
- 아멘호테프 2세(기원전 1453년 ~ 기원전 1419년)
- 투트모세 4세(기원전 1419년 ~ 기원전 1386년)
- 아멘호테프 3세(기원전 1386년 ~ 기원전 1349년)
- 티예 (아멘호테프 치세 말기 ~ 기원전 1349년)
- 아멘호테프 4세(아크나톤, 기원전 1350년 ~ 기원전 1334년)
- 스멘크카레(기원전 1336년 ~ 기원전 1334년)
- 네프루네프루 아텐 (기원전 1334년 ~ 기원전 1332년)
- 투탕카멘(기원전 1334년 ~ 기원전 1325년)
- 아이(기원전 1325년 ~ 기원전 1321년)
- 호렘헤브(기원전 1321년 ~ 기원전 1293년)

## 같이 보기
- 이집트사 연대학